# VK ZSKA Moskau (Männer)
Der VK ZSKA Moskau (russisch волейбольный клуб ЦСКА) war eine Männer-Volleyballmannschaft aus Moskau, die zum Armeesportklub ZSKA Moskau gehörte und mit 13 Europapokalsiegen und über 30 nationalen Titeln die erfolgreichste Volleyballmannschaft Europas darstellt.

## Geschichte
Die Männer-Volleyballmannschaft des Armeesportklubs der Roten Armee wurde 1946 gegründet. Schon 1949 gewann der Verein seinen ersten Meistertitel, dem bis 1991 32 weitere folgen sollten. Zudem wurde ZSKA fünfmal Pokalsieger der UdSSR und nahm am Europapokal der Pokalsieger teil. Diesen konnte der Verein insgesamt 13 Mal gewinnen, wobei er diesen Wettbewerb vor allem in den 1970er und 1980er Jahren dominierte. Nach Auflösung der UdSSR gewann ZSKA weitere Meisterschaften in Russland und den Pokalwettbewerb 1994, stieg aber 2000 in die zweite Spielklasse, die Wysschaja Liga A, ab. Bis 2005 gehörte ZSKA diese Liga an, bevor er in die dritte Liga, die Wysschaja Liga B, abstieg und dort 2006 den achten Platz in der Staffel Europa belegte.
Im Sommer 2007 stand der gesamte Sportklub ZSKA Moskau vor erheblichen finanziellen Problemen und hörte fast auf zu existieren. Die Volleyballmannschaft nahm weiter an der dritten Spielklasse teil, bevor die Volleyballabteilung der Männer 2009 endgültig aufgelöst wurde. Ein Jahr zuvor war bereits die Frauenmannschaft aufgelöst worden.

## Erfolge
- 13facher Sieger des  Europapokals der Landesmeister: 1960, 1962, 1973–1975, 1977, 1982, 1983, 1986–1989, 1991
- Supercup: 1987, 1988, 1991
- Sowjetischer Meister: 1949, 1950, 1952–1955, 1958, 1960–1962, 1965, 1966, 1970–1983, 1985–1991
- Sowjetischer Pokalsieger: 1953, 1980, 1982, 1984, 1985
- Russischer Meister: 1994–1996
- Russischer Pokalsieger: 1994